# Darren Kenton
Darren Kenton est un footballeur anglais né le 13 septembre 1978 à Wandsworth en Londres jouant comme arrière droit ou gauche ou comme défenseur central à Leeds United.

## Carrière
- 1996-2003 : Norwich City  Angleterre (158 matchs et 9 buts)
- 2003-2006 : Southampton FC  Angleterre (29 matchs)
- 2005 : Leicester City  Angleterre (10 matchs)
- 2006-2008 : Leicester City  Angleterre (33 matchs et 2 buts)
- 2008-???? : Leeds United  Angleterre (17 matchs)